# Route du Président-Kennedy (Lévis)
Pour l'article sur l'ensemble de la route, voir Route 173 (Québec).
La route du Président-Kennedy à Lévis est un segment urbain de la route 173. C'est la principale artère nord-sud de l'arrondissement Desjardins.

## Situation et accès
La route a une longueur d'environ 10,6 km. Son tracé d'orientation nord-sud est principalement rectiligne. Segment urbain de la route 173, elle traverse le centre de Lévis et le secteur de Pintendre. Débutant à la jonction avec le boulevard Guillaume-Couture, ses principales intersections sont avec le boulevard Étienne-Dallaire, l'autoroute Jean-Lesage, l'avenue des Ruisseaux et le chemin Ville-Marie. Il est parallèle au boulevard Alphonse-Desjardins, distant de seulement 500 mètres plus à l'est. La route se poursuit au sud hors des limites de Lévis sous le même nom.

## Origine du nom
La route est nommée en mémoire de John F. Kennedy, président des États-Unis d'Amérique entre 1961 et 1963. 

## Historique
Le segment lévisien de l'actuelle route 173 est tracé en 1747 à la demande des habitants de Saint-Henri-de-Lauzon pour plus facilement rejoindre le fleuve Saint-Laurent. Elle est d'abord connue sous le nom de route du Pavé et de rue Saint-Henri. Certaines sections sont renforcées de troncs d'arbres en raison des marécages et fondrières sur son parcours. 
La route devient une portée d'entrée de Lévis vers le sud. Elle est prolongée vers la Beauce au XVIIIe siècle et reliée à l'état américain du Maine au début du XXe siècle. Un péage est en fonction de 1853 à 1918 à Lévis. 
Le 4 décembre 1963, quelques jours après l'assassinat de John F. Kennedy, un arrêté du Conseil exécutif du Québec renomme la route Lévis-Jackman en son honneur.

Toutefois, sur le territoire de Lévis, il faut attendre le 21 mars 1968 avant que l'administration municipale change le nom de la rue Saint-Henri pour celui de rue Kennedy. Le nom est uniformisé avec celui du reste de la route 173 en devenant route du Président-Kennedy en 1985.
Les abords de la route s'urbanisent à la fin du XXe siècle entre l'autoroute Jean-Lesage et le boulevard Guillaume-Couture avec l'apparition de nombreux petits centres d'achat comme Les Promenades de Lévis. À l'image de son voisin le boulevard Alphonse-Desjardins, l'axe est voué à se densifier dans les prochaines années. En 2018, la Ville de Lévis supprime toute restriction de hauteur sur le long de la route. Le Fitz, un complexe de trois tours d'appartement, s'élève à partir de 2023. 